# Liste der Monuments historiques in Saint-Remy-sur-Bussy
Die Liste der Monuments historiques in Saint-Remy-sur-Bussy führt die Monuments historiques in der französischen Gemeinde Saint-Remy-sur-Bussy auf.

## Liste der Objekte
| Bezeichnung  | Beschreibung                   | Standort                     | Kennzeichnung | Schutzstatus | Datum | Bild |
| ------------ | ------------------------------ | ---------------------------- | ------------- | ------------ | ----- | ---- |
| Triumphbogen | Schmiedeeisen, 19. Jahrhundert | in der Kirche St-Remi (Lage) | PM51002355    | Inscrit      | 1975  |      |